# Kaarlo Virtanen
Kaarlo „Kalle“ Ilmari Virtanen (Estocolmo, 30 de junho de 1921 – Sipoo, 21 de junho de 2006) foi um matemático finlandês, que trabalhou com análise complexa.
Filho do bioquímico laureado com o Nobel de Química Artturi Ilmari Virtanen. Após o Abitur em 1938 começou a estudar matemática na Universidade de Helsinque, estudo que interrompeu devido ao serviço militar na Segunda Guerra Mundial, contra os invasores soviéticos. Obteve um doutorado em 1950 em Helsinque, orientado por Pekka Myrberg, com a tese Ûber Abelsche Integrale auf nullberandeten Riemannschen Flächen von unendlichen Geschlecht. No mesmo ano foi professor extraordinário e em 1966 professor em Helsinque, onde trabalhou com Olli Lehto na década de 1950 principalmente na área da transformação quasi-conforme, que resultou em sua monografia de 1965. Aposentou-se em 1984 e estabeleceu-se depois em Sipoo.

## Obras
- com Olli Lehto: Quasikonforme Abbildungen, Grundlehren der mathematischen Wissenschaften 126, Springer, 1965 (2. Edição: Quasiconformal mappings in the plane, 1973)